# Simonoonops
Simonoonops is een monotypisch geslacht van spinnen uit de  familie van de Oonopidae (dwergcelspinnen).

## Soort
- Simonoonops craneae chickering, 1968